# Халлгрімюр Йонассон
Халлгрімюр Йонассон (ісл. Hallgrímur Jónasson, нар. 4 травня 1986, Гусавік) — ісландський футболіст, що грав на позиції захисника. По завершенні ігрової кар'єри — тренер. З 2022 року очолює тренерський штаб команди «Акурейрі». Виступав за низку ісландських і закордонних клубів, а також національну збірну Ісландії. Володар Кубка Ісландії як гравець і як тренер.

## Клубна кар'єра
Халлгрімюр Йонассон розпочав виступи на футбольних полях у 2002 році в складі команди «Вольсунгур». З 2003 до 2005 року Йонассон грав у складі команди «Тор». У 2006 році футболіст перейшов до складу клубу «Кеплавік», у якому в цьому році став володарем Кубка Ісландії. З 2009 до 2011 року ісландський захисник грав у складі шведського клубу ГАІС.
У 2011 році Халлгрімюр Йонассон перейшов до складу данського клубу «Сеннер'юск», у складі якого грав до 2015 року. У 2015—2016 роках ісландець грав у складі іншого данського клубу «Оденсе», а протягом 2016—2018 років виступав у складі також данського клубу «Люнгбю».
У 2018 році Халлгрімюр Йонассон повернувся на батьківщину до клубу «Акурейрі», за який грав до 2022 року. Останні 2 роки виступів у складі «Акурейрі» Йонассон виконував роль граючого тренера команди.

## Виступи за збірні
У 2004 році Халлгрімюр Йонассон дебютував у складі юнацької збірної Ісландії, загалом на юнацькому рівні взяв участь у 4 іграх.
Протягом 2007—2008 років Йонассон грав у складі молодіжної збірної Ісландії. На молодіжному рівні зіграв у 10 офіційних матчах.
У 2008 році Халлгрімюр Йонассон дебютував у складі національної збірної Ісландії. У складі національної збірної футболіст грав до 2017 року, загалом провів у її складі 16 матчів, забивши 3 голи.

## Кар'єра тренера
Халлгрімюр Йонассон розпочав тренерську кар'єру, ще продовжуючи грати на полі, і 2020 року став граючим тренером клубу «Акурейрі», де працював до 2022 року. З 2022 року Йонассон очолює тренерський штаб команди «Акурейрі». У 2024 році тренер привів команду до перемоги в Кубку Ісландії.

## Титули і досягнення

### Як гравця
- Володар Кубка Ісландії (1):

«Кеплавік»: 2006

### Як тренера
- Володар Кубка Ісландії (1):

«Акурейрі»: 2024